# Werner Weist
Werner Weist (Dortmund, 11 marzo 1949 – Dortmund, 13 maggio 2019) è stato un calciatore tedesco, di ruolo attaccante.